# Thubten Chökyi Nyima
Thubten Chökyi Nyima (1883 – 1º dicembre 1937) è stato il IX Panchen Lama.

## Biografia
Celebre e rinomato esperto di studi buddhisti, nel 1901 ricevette la visita di Agvan Dorzhiev, influente Lama mongolo. Anche se quella visita durò solo due giorni, il Grande Erudito poté impartirgli importanti insegnamenti segreti, e molti sulla Preghiera di Shambhala, scritta dal VI Panchen Lama, che narrava le vicende del regno di Shambhala, che affascinava molto Agvan Dorzhiev, da lungo tempo desideroso di approfondire le proprie conoscenze in proposito, e che ricevette in dono alcune statuette d'oro come prove materiali.
Nel 1906, invece, invitò a Tashilhunpo Sir Charles Bell, con cui ebbe una cordiale discussione sugli avvenimenti politici dell'epoca.
Nel 1924 ebbe una disputa con il XIII Dalai Lama, e si rifugiò nella Mongolia interna. Il Dalai Lama a quel punto proibì a tutti i lama e monaci che facevano a capo al Grande Erudito di ricoprire qualsiasi carica al di fuori di Lhasa, limitando la loro autorità all'interno della capitale. Successivamente requisì il suo patrimonio rimasto in Tibet allo scopo di coprire un quarto delle spese militari, e per ridurre la potenza dello stesso Panchen Lama, che all'epoca godeva di una smisurata autorità sulla regione di Shigatse, che correva il rischio di diventare indipendente dall'autorità di Lhasa.
Nel suo esilio fuori il Tibet, il IX Panchen Lama lavorò ad alcuni piani di sviluppo per un Tibet moderno, ma in patria fu accusato di essere favorevole alla causa cinese. Si dice infatti che avesse adottato le idee di Sun Yat-sen, analogamente al rivoluzionario Pandatsang Rapga, un khampa, che tradusse le opere del politico cinese in lingua tibetana.
Choekyi Nyima morì il 1º dicembre 1937 e fu sepolto a Tashilhunpo. Sfortunatamente, però, durante la Grande rivoluzione culturale le tombe di molti Panchen Lama, quelle dal quinto fino al nono, furono brutalmente distrutte. In seguito, però, il X Panchen Lama edificò un'unica grande tomba in loro memoria, sempre a Tashilhunpo, conosciuta col nome di Tashi Langyar.